# Carbalia, Găgăuzia
Carbalia (în găgăuză : Kırbaalı) este un sat din Unitatea Teritorială Administrativă Găgăuzia, Republica Moldova. Face parte din raionul Vulcănești. Populația localității este de 534 de locuitori (2004).
Conform datelor recensământului general al populației României din 1930, în Carbalia locuiau 746 de persoane, dintre care: 558 de găgăuzi, 88 de bulgari, 69 de români, 22 de ruși, 7 greci, un german și un polonez.

## Demografie

### Structura etnică
Structura etnică a localității, conform recensământului populației din 2004:
| Grup etnic                    | Populație | % Procentaj |
| ----------------------------- | --------- | ----------- |
| Găgăuzi                       | 375       | 70,22%      |
| Băștinași declarați Moldoveni | 78        | 14,61%      |
| Bulgari                       | 32        | 5,99%       |
| Ucraineni                     | 23        | 4,31%       |
| Ruși                          | 18        | 3,37%       |
| Alții                         | 8         | 1,5%        |
| Total                         | 534       | 100%        |

## Administrație și politică
Componența Consiliului local Carbalia (9 consilieri), ales la 5 noiembrie 2023, este următoarea:
|  | Partid                                     | Consilieri | Componență | Componență | Componență | Componență | Componență | Componență |
|  | ------------------------------------------ | ---------- | ---------- | ---------- | ---------- | ---------- | ---------- | ---------- |
|  | Partidul „Renaștere”                       | 6          |            |            |            |            |            |            |
|  | Partidul Acțiunii Comune – Congresul Civic | 3          |            |            |            |            |            |            |